# Hotel Room Service
Hotel Room Service ist ein Lied des US-amerikanischen Rappers Pitbull. Es wurde von Pitbull, John Reid, Mark Ross, David Hobbs, Nile Rodgers, Graham Wilson, Ross Campbell, James Scheffer, Bernard Edwards, Luther Campbell und Christopher Wongwon geschrieben. Der Produzent des Liedes war Jim Jonsin.
Der Song enthält ein Sample des Hits Push the Feeling On von den Nightcrawlers.

## Hintergrund und Musikalisches
Hotel Room Service erschien erstmals am 11. Juni 2009 nach Krazy und I Know You Want Me (Calle Ocho) als dritte Vorab-Single aus Pitbulls viertem Studioalbum Rebelution, welches am 28. August 2009 erschien.
Im Song wird die Single Whatever You Like des Rappers T.I. zitiert. Außerdem findet man ein Zitat aus der Single I Just Wanna Love U (Give It 2 Me) des Rappers Jay-Z. Am 16. September 2009 wurde ein Remix mit der Sängerin Nicole Scherzinger veröffentlicht.

## Kommerzieller Erfolg

### Chartplatzierungen
| ChartsChartplatzierungen       | Höchstplatzierung | Wochen |
| ------------------------------ | ----------------- | ------ |
| Deutschland (GfK)              | 22 (13 Wo.)       | 13     |
| Österreich (Ö3)                | 22 (29 Wo.)       | 29     |
| Schweiz (IFPI)                 | 11 (24 Wo.)       | 24     |
| Vereinigte Staaten (Billboard) | 8 (23 Wo.)        | 23     |
| Vereinigtes Königreich (OCC)   | 9 (21 Wo.)        | 21     |

| ChartsJahrescharts (2009)      | Platzierung |
| ------------------------------ | ----------- |
| Schweiz (IFPI)                 | 67          |
| Vereinigte Staaten (Billboard) | 46          |
| Vereinigtes Königreich (OCC)   | 94          |

### Auszeichnungen für Musikverkäufe

#### Solo-Version
| Land/Region                  | Auszeichnungen für Musikverkäufe (Land/Region, Auszeichnung, Verkäufe) | Verkäufe  |
| ---------------------------- | ---------------------------------------------------------------------- | --------- |
| Australien (ARIA)            | 2× Platin                                                              | 140.000   |
| Dänemark (IFPI)              | Platin                                                                 | 90.000    |
| Deutschland (BVMI)           | Platin                                                                 | 300.000   |
| Italien (FIMI)               | Gold                                                                   | 50.000    |
| Kanada (MC)                  | 2× Platin (Download) · + Platin (Ringtone)                             | 120.000   |
| Mexiko (AMPROFON)            | Gold                                                                   | 30.000    |
| Neuseeland (RMNZ)            | Platin                                                                 | 30.000    |
| Südkorea (KMCA)              | —                                                                      | 121.360   |
| Vereinigte Staaten (RIAA)    | 2× Platin                                                              | 2.000.000 |
| Vereinigtes Königreich (BPI) | Platin                                                                 | 600.000   |
| Insgesamt                    | 2× Gold · 11× Platin ·                                                 | 3.481.360 |

Hauptartikel: Pitbull (Rapper)/Auszeichnungen für Musikverkäufe

#### Remix
| Land/Region     | Auszeichnungen für Musikverkäufe (Land/Region, Auszeichnung, Verkäufe) | Verkäufe |
| --------------- | ---------------------------------------------------------------------- | -------- |
| Südkorea (KMCA) | —                                                                      | 88.949   |
| Insgesamt       | —                                                                      | 88.949   |

Hauptartikel: Pitbull (Rapper)/Auszeichnungen für Musikverkäufe